# Waterloo (Belgien)
Waterloo (deutsch [ˈvɑːtɐloː], niederländisch [ˈʋaːtərloː], französisch [watɛʀlo]; in wallonischer Graphie Waterlô) ist eine Gemeinde in der Provinz Wallonisch-Brabant in Belgien etwa 15 Kilometer südlich von Brüssel. Am 18. Juni 1815 fand in ihrer Umgebung die Schlacht bei Waterloo statt.

## Geographie
Waterloo hat eine Fläche von 21,41 Quadratkilometern. Die Gemeinde liegt wenige Kilometer südlich der Region Brüssel-Hauptstadt. Getrennt ist sie von der Region Brüssel-Hauptstadt nur durch die Gemeinden Hoeilaart und Sint-Genesius-Rode, die beide in Flämisch-Brabant liegen. Waterloo liegt somit, seit dem Ende des 19. Jahrhunderts, unmittelbar an der hier durch die Wohnbebauung führenden niederländisch-französischen Sprachgrenze auf französischsprachiger Seite. Der Ortsname ist niederländischen Ursprungs und nimmt Bezug auf die wasserreiche sumpfige Gegend und eine alte Bezeichnung für Wald: Lo(o).
Die Gemeinde hat sechs Ortsteile:
- Faubourg Ouest (im Norden Waterloos, westlich der Chaussée de Bruxelles)
- Faubourg Est (im Nordosten, östlich der Chaussée de Bruxelles)
- Chenois (im Westen der Stadt und der Bahnlinie Brüssel-Charleroi)
- Centre (Zentrum und Stadtmitte)
- Joli-Bois (östlicher, teilweise bewaldeter, Teil der Stadt)
- Mont-St-Jean (südlicher Teil der Stadt in Richtung der Schlachtfelder und des Löwenhügels)

## Internationale Bevölkerung
2024 hatte Waterloo 30.596 Einwohner, mit steigender Tendenz. Aufgrund der Nähe zur belgischen Hauptstadt und der attraktiven, waldreichen Umgebung entwickelte sich Waterloo im Zuge der Suburbanisierung zu einer bevorzugten Wohngemeinde wohlhabender Brüsseler. Im Laufe der Entwicklung Brüssels zur „Hauptstadt der EU“ und einer starken europäischen Wirtschaftsmetropole siedelten sich bis Ende 2007 über 5.500 Ausländer aus 100 verschiedenen Ländern in Waterloo an. Die internationale Bevölkerung besteht vorwiegend aus amerikanischen, britischen und skandinavischen Familien, die wegen ihrer Arbeit in den europäischen Institutionen, der NATO oder den zahlreichen internationalen Firmen in der Region Brüssel-Hauptstadt nach Waterloo kamen. In Waterloo gibt es drei Auslandsschulen. Die St. John’s International School ist die älteste und größte internationale Schule Belgiens. Außerdem befinden sich die Scandinavian School of Brussels und die European Montessori School in Waterloo.

## Infrastruktur und Wirtschaft

Impressionen
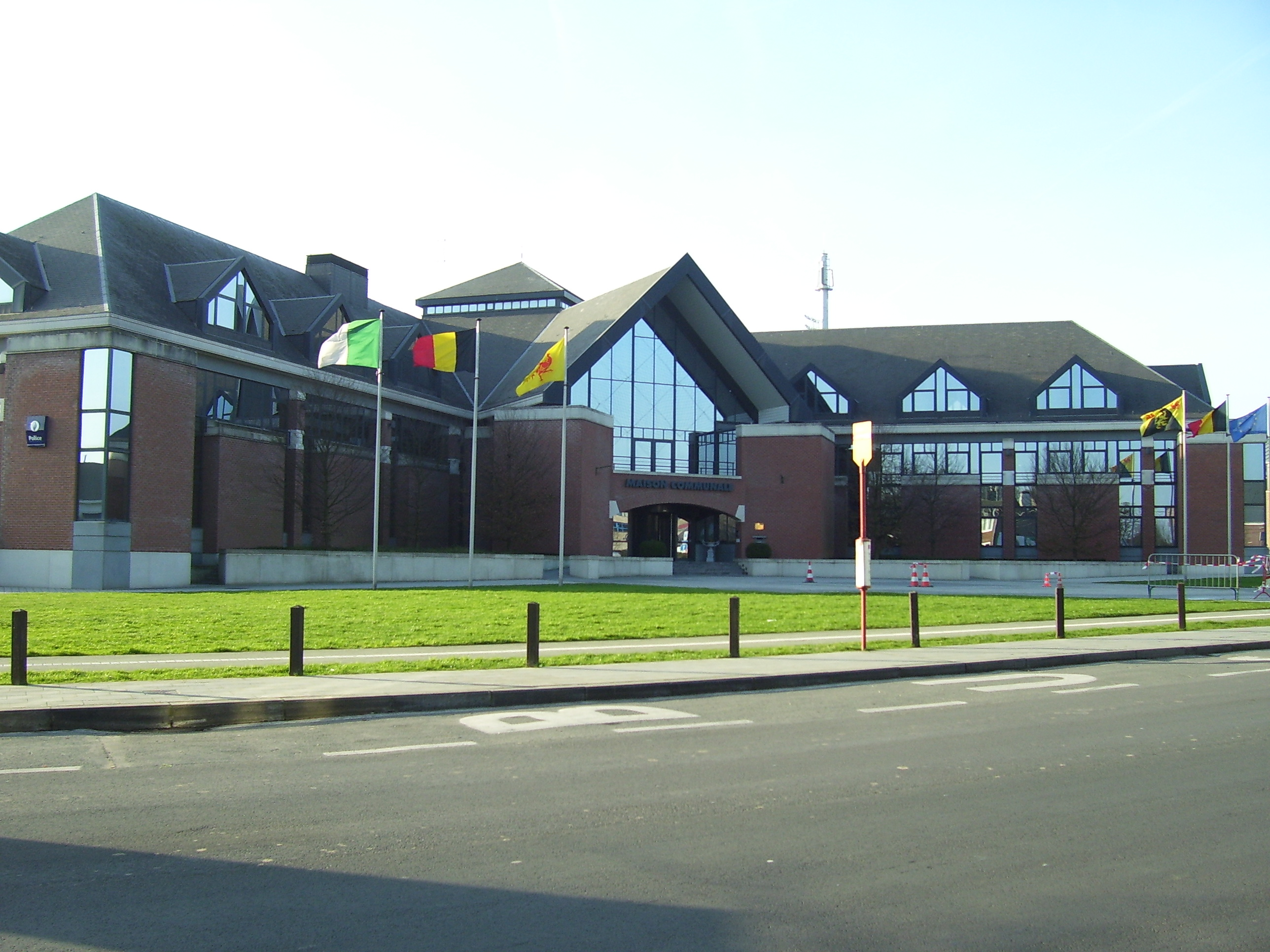
Rathaus von Waterloo und Polizeiwache, erbaut in den frühen 90ern
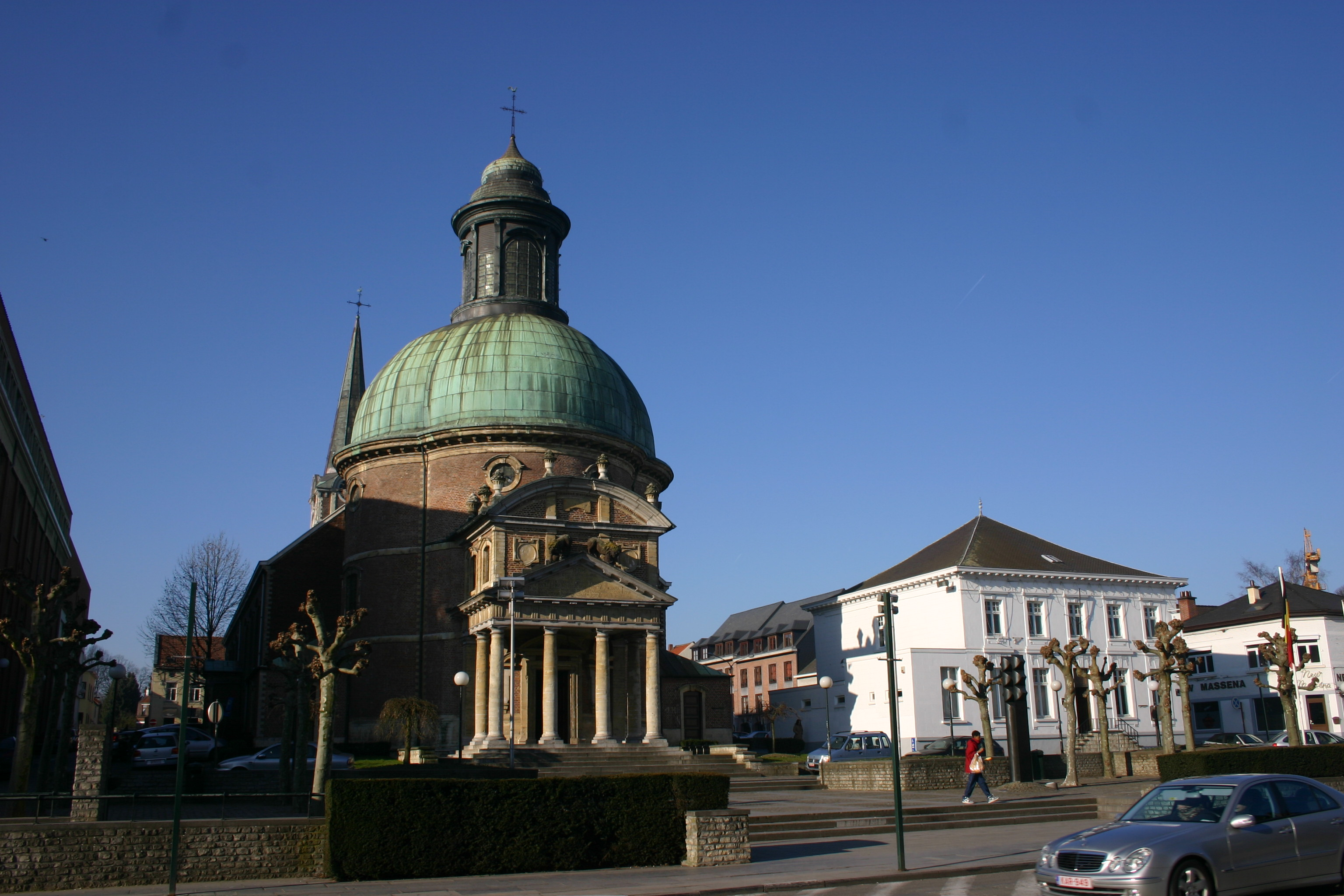
Kirche St. Joseph, neben der Tourismusauskunft im Zentrum Waterloos
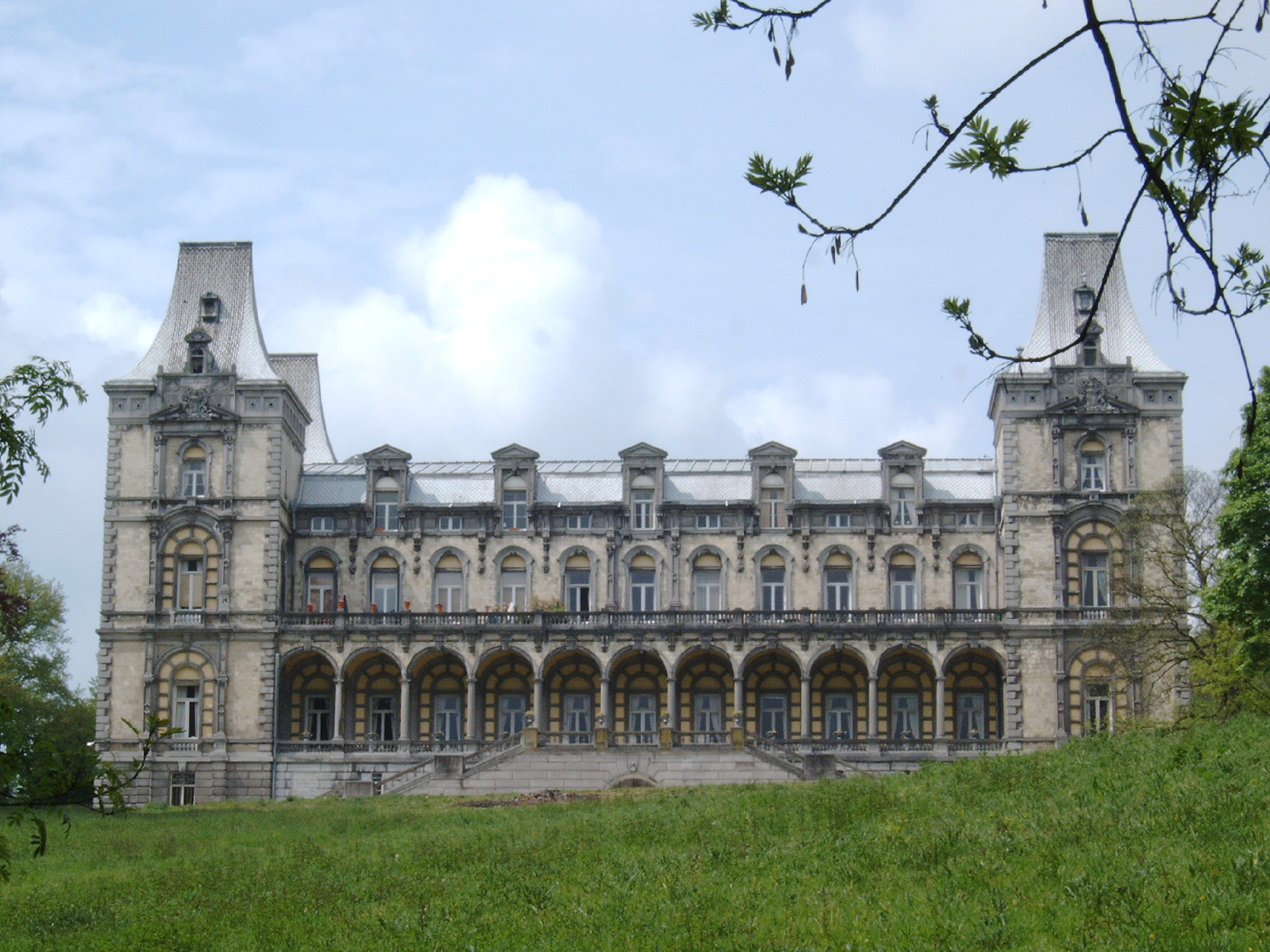
Das Château d’Argenteuil auf dem heutigen Gelände der skandinavischen Schule
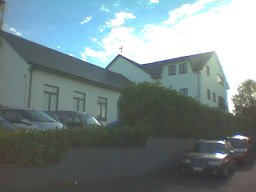
Die skandinavische Kirche zu Waterloo
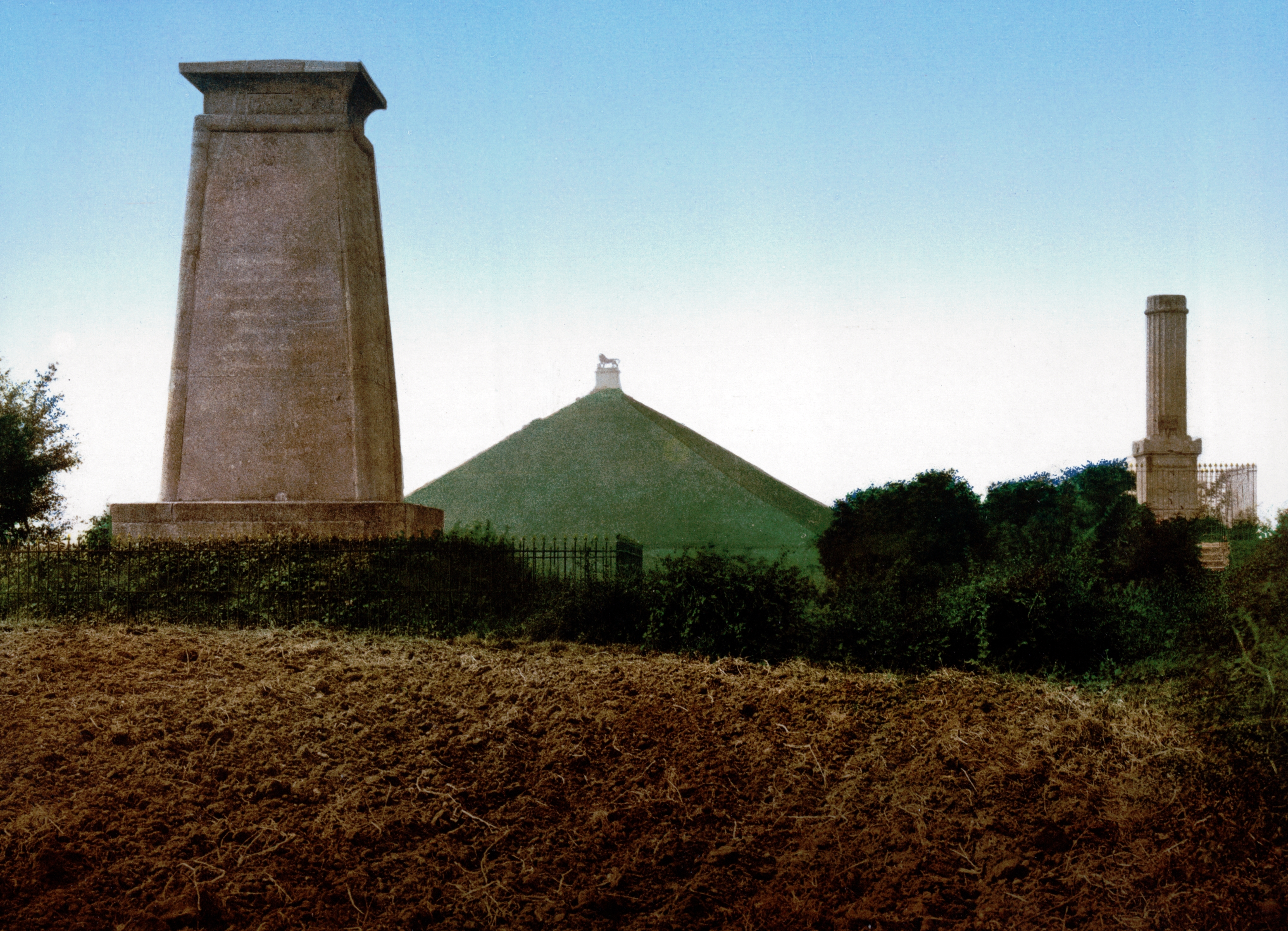
Die einstigen Schlachtfelder südlich von Waterloo in der Nachbargemeinde Braine-l’Alleud mit dem „Löwenhügel“ in der Mitte und dem Denkmal für die King’s German Legion im Vordergrund
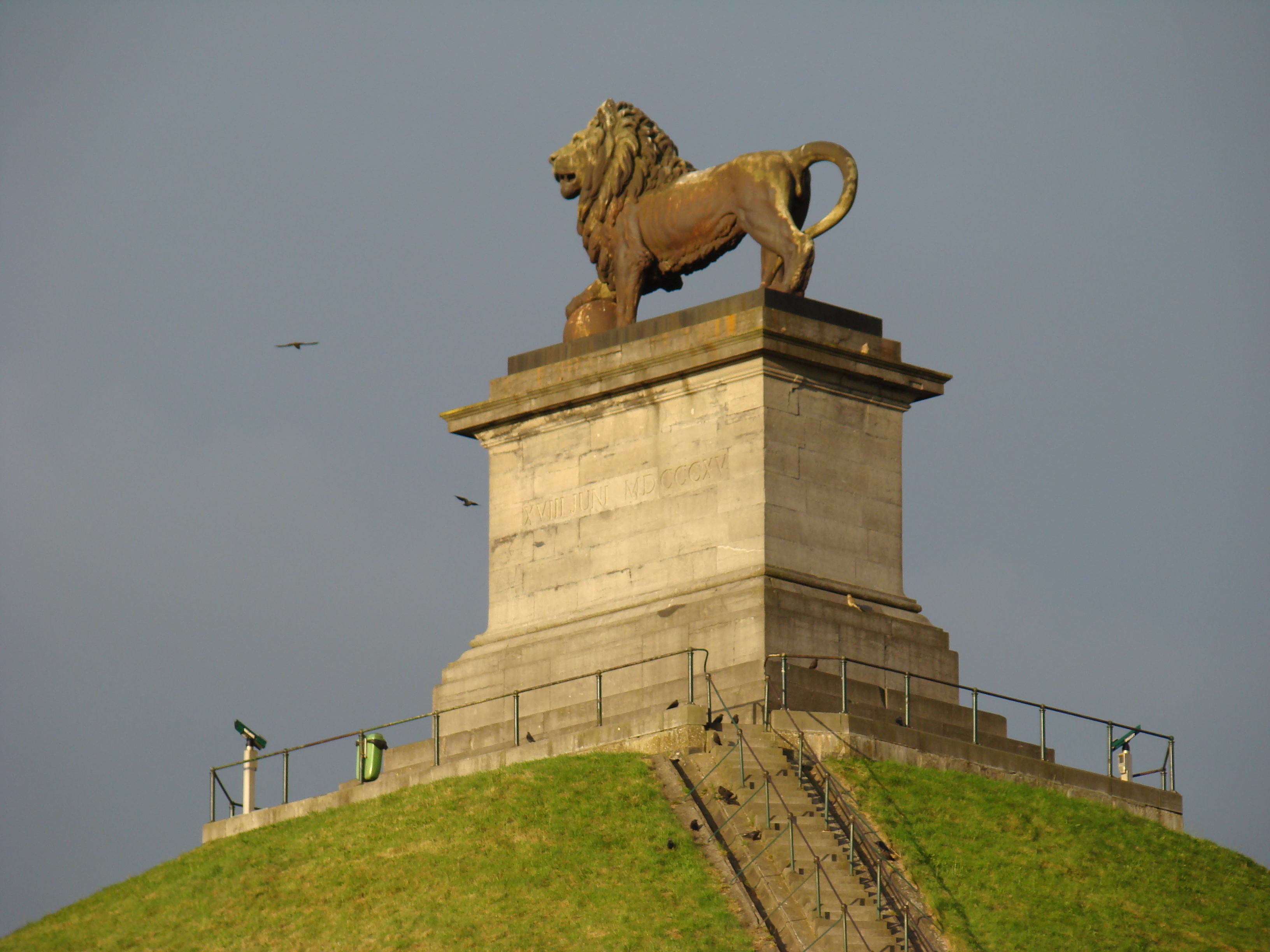
Das Wahrzeichen, der „Löwe von Waterloo“ (in der Nachbargemeinde Braine-l’Alleud)
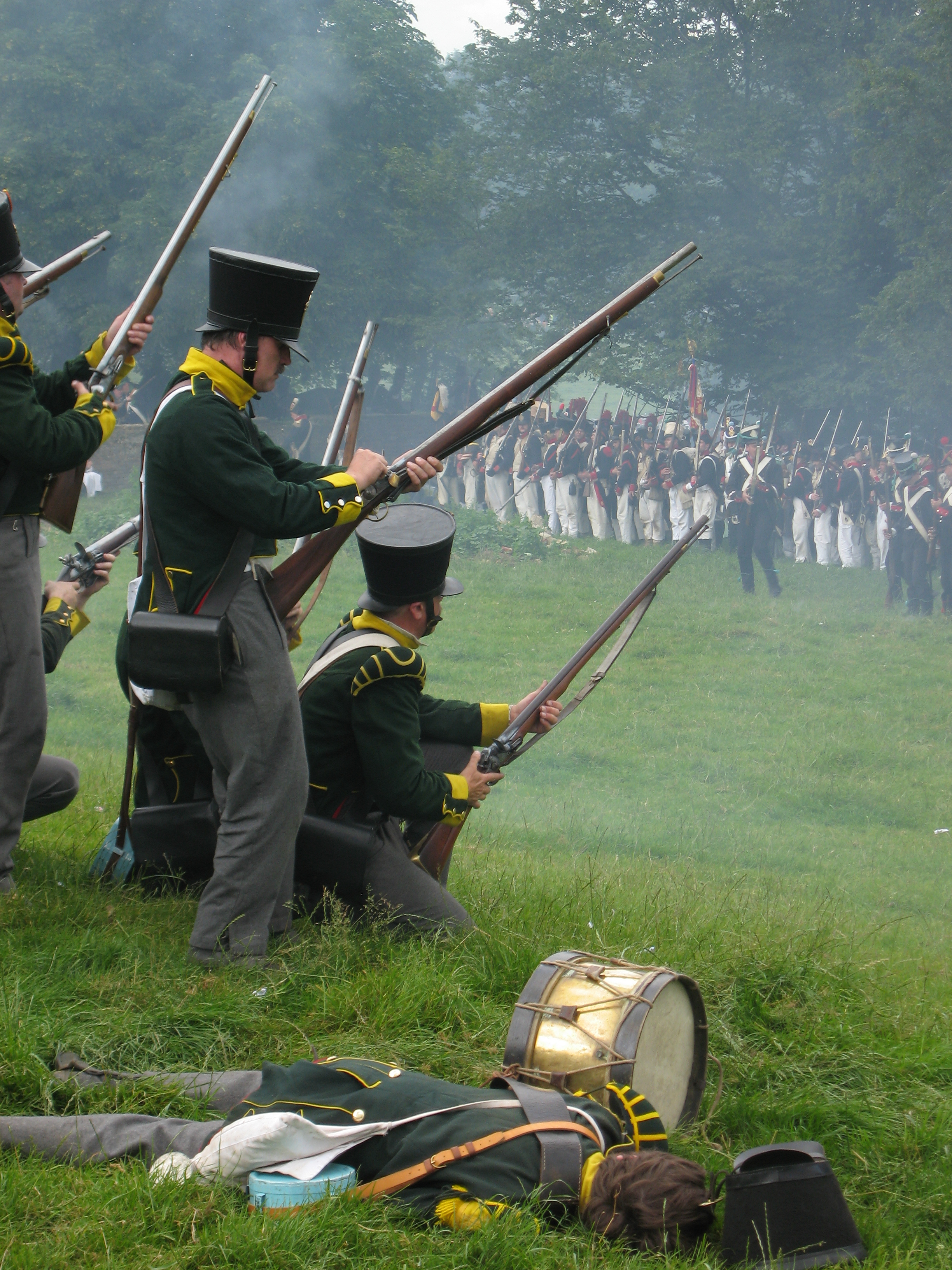
Zu den Jahrestagen der Schlacht bei Waterloo wird diese in den Feldern vor Waterloo nachgestellt
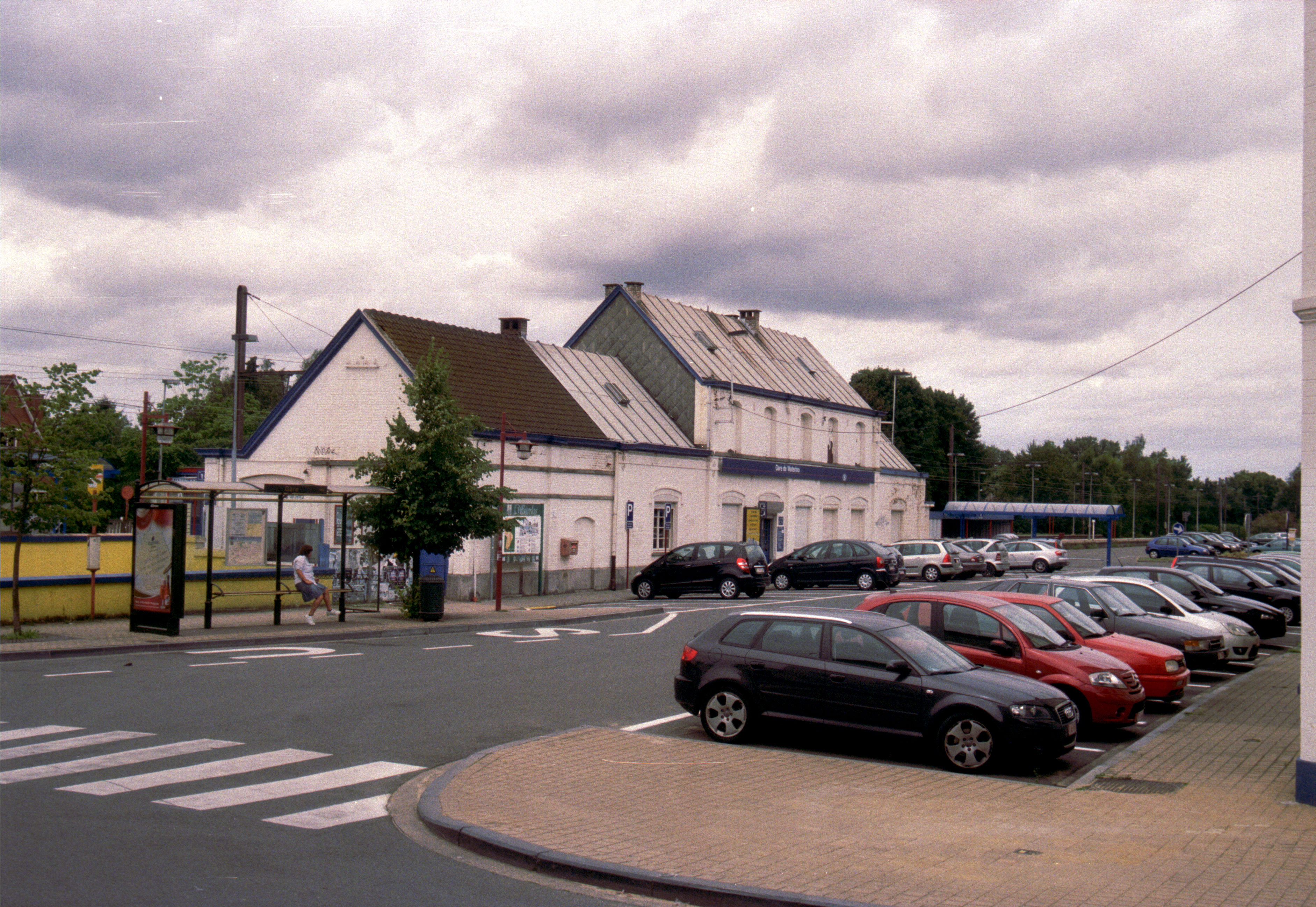
Bahnhof von Waterloo (2008)

Die Gemeinde ist durch mehrere Auffahrten mit der Ringautobahn von Brüssel (R0) verbunden. Über diese kann man in weniger als einer halben Stunde jeden der beiden Flughäfen Brüssel erreichen.
Waterloo besitzt einen Bahnhof an der Bahnstrecke Brüssel–Charleroi (Zugtrasse 124). Dieser bietet unter anderem direkte Verbindungen nach Brüssel und Löwen. Im Zuge der am 13. Dezember 2015 fertiggestellten S-Bahn Brüssel wurde die Zugstrecke um zwei auf vier Gleise erweitert, um den gleichzeitigen Ablauf von Fern- und Nahverkehr zu gewährleisten. In Waterloo halten die Linien S 1 und S 9.
Waterloo ist mit vielen Buslinien des TEC verbunden und besitzt seit dem 1. September 2008 als eine von wenigen Städten Walloniens einen stadtinternen Busdienst, der sich „ProxiBus Waterloo“ nennt.
Seit den 1990er-Jahren siedeln sich aufgrund dieser günstigen Lage Waterloos zunehmend Unternehmen in neu errichteten Bürokomplexen und Gewerbegebieten an. So hat zum Beispiel die europäische Gesellschaft Mastercard ihren Sitz in Waterloo.

## Schlacht bei Waterloo
In der Nähe des Ortes fand am 18. Juni 1815 die Schlacht bei Waterloo statt, bei der Napoleons Truppen von einer Koalitionsarmee unter dem Kommando des Herzogs von Wellington und den mit ihnen verbündeten Preußen unter Feldmarschall Blücher geschlagen wurden. Die Niederlage führte zum Ende der napoleonischen Ära und zur Restauration in Europa. Die Schlacht von Waterloo kostete etwa 50.000 Soldaten das Leben. Napoleons Hauptquartier war nochmals sieben Kilometer weiter südlich in der Maison du Roi an der Chaussée de Charleroi (N5), die von vielen Kriegerdenkmälern gesäumt ist.
Die Schlacht wurde nach dem Ort benannt, in dem Wellington Quartier bezogen hatte und aus dem daher auch die Nachricht vom Sieg abgesendet wurde. Das Schlachtfeld selbst lag auf Feldern der Gemeinde Braine-l’Alleud etwa 4,2 Kilometer südlich. Da sich die Generäle der preußischen Truppen und der Alliierten, Blücher und Wellington, nach dem Rückzug der geschlagenen Franzosen in der Nähe eines Gasthauses namens Belle Alliance begegneten, wird die Schlacht in Deutschland auch Schlacht von Belle Alliance genannt (Denkmäler in Berlin auf dem Mehringplatz, früher Belle-Alliance-Platz, und auf dem Kreuzberg).
Die Toten der Schlacht wurden zunächst in Massengräbern in den für diese Löss-Gegend typischen Hohlwegen begraben. Spätere Versuche, ihre Gebeine zu bergen, blieben jedoch mit Ausnahme von zwei Skeletten ergebnislos. Erst im Jahr 2022 fanden Historiker heraus, dass etwa 20 Jahre nach der Schlacht begonnen worden war, die Gebeine auszugraben, um sie an die aufkommende europäische Zuckerindustrie zu verkaufen. Bei der Zuckerherstellung wurde Knochenkohle als Filtermaterial zum Entfärben des Zuckers benutzt.
Zwischen den Gehöften La Haye Sainte und Hougoumont wurde ein großer Hügel aufgeschüttet, auf dem ein aus den erbeuteten französischen Kanonen gegossener Löwe thront (Butte du Lion), heute gesäumt von Restaurants, Ausstellungen und Souvenirläden.
Im Zentrum von Waterloo befindet sich das Musée Wellington in der ehemaligen Herberge Auberge Bodenghien aus dem Jahre 1705, die 1815 eine Relaisstation für Postreiter war. In diesem Gebäude hatte Wellington während der Schlacht sein Hauptquartier aufgeschlagen.

### Trivia
Der Londoner Waterloo Bridge wurde nach der für England siegreichen Schlacht bei Waterloo benannt. Im Deutschen und im Englischen dient die Redewendung „sein Waterloo erleben“ („facing one’s Waterloo“) zur Beschreibung einer vollständigen Niederlage mit irreversiblen Folgen, wie sie Napoleon Bonaparte in der Schlacht erlebte. In dieser übertragenen Bedeutung wurde der englisch ausgesprochene Ortsname Waterloo „Woterlu“ (ˌwɔːtə(r)ˈluː) zum Titel für das Grand-Prix-Gewinnerlied Waterloo von ABBA aus dem Jahr 1974. Vermutlich infolge der großen Popularität des ABBA-Titels und der Beliebtheit von Anglizismen im deutschen Sprachraum wird dort der Ortsname sowie die mit ihm verbundene, sprichwörtlich gewordene Schlacht oftmals fälschlicherweise ebenso ausgesprochen.

## Partnerstädte
Waterloo unterhält mit folgenden Städten Partnerschaften:
- Rambouillet, Île-de-France (Frankreich), seit 1986
- Nagakute, Präfektur Aichi (Japan), seit 1992

Außerdem werden Beziehungen zu zahlreichen namensgleichen Städten auf der ganzen Welt (siehe dazu Waterloo) gepflegt. Ferner ist Waterloo Gründungsmitglied des Bundes der europäischen Napoleonstädte.